# 中型セミトレーラ
中型セミトレーラ（ちゅうがたセミトレーラ）は、陸上自衛隊の装備する最大積載量20tの2軸8輪トレーラで、主に施設科に配備される車両。

## 概要
装甲車やブルドーザーなど比較的軽量な車両を輸送する際などに用いられる。この車両は、いわゆる戦車運搬車に類似した車両である。しかし現代の主力戦車は中型セミトレーラーの積載量20tを超えるためこれ一台で戦車を運ぶことはできない。そのため軽量な装甲車や建設機械を運搬する任務が主となっている。
ただし、当車両は戦車の一部を運ぶためにも利用されている。例えば90式戦車の重量は50tあるため、74式戦車用の73式特大型セミトレーラ一台では過積載となり運搬することができないので、戦車を車体と砲塔に分離して2台で対応する運用となる。戦車の砲塔は20t以下なので、中型セミトレーラが砲塔部担当、73式特大型セミトレーラが車体部担当という形で分担して運搬する。なお90式戦車を一台で運べる最大級の戦車運搬車として特大型運搬車が存在するが、その配備数は限られており、小型の運搬車でも運搬できる体制を必要とする。
荷台が低床式の1型と荷台中央が一段低くなった中低床式の2型が存在し、現在も並行して調達されている。製作は東邦車輛（旧・東急車輌）と日本トレクスがそれぞれ担当する。
2型は全幅が3.20mのAタイプと2.99mのBタイプに分かれており、Aタイプでは車両制限令に規定されている「車幅3m以上の積載物を搭載し、総合的な車幅が3mを超える場合」に該当する為、牽引車には緑色の回転灯が装備されている。Bタイプは最大積載量20t以内、最大車幅は2.99mであるので、保安基準による全幅2.5mを超過するために保安基準の緩和が必要なものの、Aタイプと比べると制限が緩やかでありより柔軟に公道を走行することが可能である。
また外見が類似する装備として大型セミトレーラがあげられる。大型セミトレーラは、16輪かつ最大積載量が30,000kg以上のトレーラである。（後述の水陸両用車用を除く）中型セミトレーラ同様に全幅が3.20mのAタイプと2.99mのBタイプが存在するほか、調達情報によればCタイプも存在する。またAAV7を輸送する水陸両用車用も西部方面輸送隊に配備されている。

## 諸元・性能
- 全長：9,090mm
- 全幅：3,200mm（Aタイプ）、2,985mm（Bタイプ）
- 全高：1,580mm
- 重量：7,000kg
- 最大積載量：20,000kg
- 製作：牽引車（三菱ふそうトラック・バス）、トレーラ（東邦車輛（旧・東急車輛製造））（日本トレクス）